# Stockholm
Ne doit pas être confondu avec Skokholm.
Cet article concerne la capitale de la Suède. Pour les autres significations, voir Stockholm (homonymie).
Stockholm (prononciation en suédois : /²stɔkː(h)ɔlm/ ) est la plus grande ville et la capitale de la Suède. Elle est le siège du gouvernement et du parlement, ainsi que le lieu de résidence officielle du monarque suédois (actuellement Charles XVI Gustave).
La ville de Stockholm (Stockholms stad) ou, plus officiellement, la commune de Stockholm (Stockholms kommun) est, avec ses 962 154 habitants, la plus peuplée des 290 municipalités suédoises. Le Grand Stockholm, quant à lui, couvre la majeure partie du comté de Stockholm et a une population de 2 135 612 habitants sur une superficie de près de 6 500 km2.
Située au bord de la mer Baltique, la ville est construite en partie sur plusieurs îles, à l'embouchure du lac Mälar, ce qui lui a valu, à l'instar d'autres cités européennes, son surnom de « Venise du Nord ».

## Toponymie
Ce toponyme, qui se rencontre une vingtaine de fois en Suède et en Finlande, représente un nom composé suédois de sens clair mais d'interprétation délicate : « l'île (holm) des rondins, des pieux ou des poteaux (stock) ». Si l'on pressent que des troncs d'arbres apprêtés ont joué un rôle dans l'aménagement du port et de l'agglomération, il est difficile de préciser lequel : pilotis, fondation de quais ou de maisons, estacade, constructions… Ce point est toujours débattu aujourd'hui.
Stockholm s'écrit et se prononce différemment dans d'autres langues : Holmia en latin, Stockholbma en same, Stokholma en letton, Estocolmo en portugais et espagnol, Stokholmas en lituanien, Tukholma en finnois, Stokholmi en meänkieli, Stokkhólmur en islandais, Stoccolma en italien, Sztokholm en polonais, Stokgol'm (Стокгольм) en russe, Sutokkuhorumu (ストックホルム) en japonais, Sídégēěrmó (斯德哥尔摩) en chinois. En anglais, en néerlandais et en allemand, Stockholm s'écrit de la même façon mais se prononce légèrement différemment.

## Géographie

### Situation

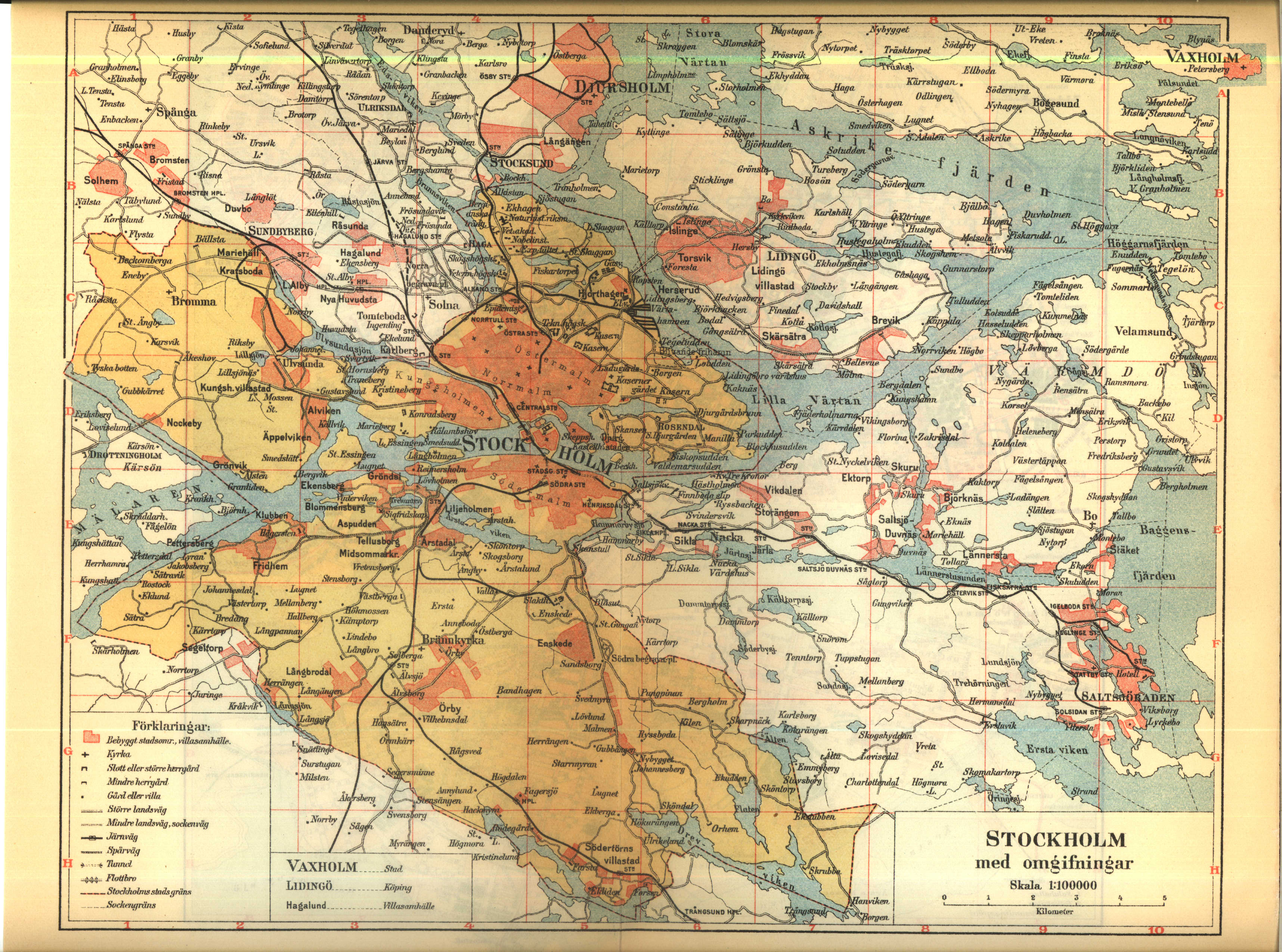
Une carte de Stockholm en 1910. On y distingue l'enchevêtrement d'îles qui la composent.

Stockholm se trouve sur la côte orientale de la Suède, à l'endroit où le lac Mälar rejoint la mer Baltique. La ville elle-même s'étend sur quatorze îles qui font toutes partie de l'archipel de Stockholm, faisant de l'eau un élément omniprésent puisqu'elle représente environ 30 % de la superficie de la ville avec une proportion identique pour les espaces verts. Cinquante-sept ponts relient les différents quartiers,.
Si la ville a été fondée sur la petite île de Stadsholmen (là où se trouve Gamla stan, la vieille ville), elle s'est ensuite développée au nord où l'on trouve désormais Norrmalm et Östermalm, et au sud vers Södermalm.
L'important archipel, constitué d'environ 24 000 îles, est un lieu de détente particulièrement prisé des habitants de la ville, qui aiment s'y rendre le week-end.

### Climat
Le climat de Stockholm est de type continental, du fait de sa latitude très septentrionale et du relatif éloignement de l'océan Atlantique. Les saisons sont très marquées, offrant des hivers froids et des étés doux à chauds, ceci étant dû à la grande différence dans la durée de la journée entre le solstice d'été (plus de 18 heures de jour) et le solstice d'hiver (6 heures de jour). Les records de température à Stockholm sont de 36 °C au maximum et −32 °C au minimum . Néanmoins, la température n'est jamais descendue au-dessous de −25 °C depuis l'hiver 1986-1987, grâce à la mer Baltique qui joue un rôle de régulation thermique. Le nombre d'heures d'ensoleillement est de 1 830 heures.
| Mois                              | jan. | fév. | mars | avril | mai  | juin | jui. | août | sep. | oct. | nov. | déc. | année |
| --------------------------------- | ---- | ---- | ---- | ----- | ---- | ---- | ---- | ---- | ---- | ---- | ---- | ---- | ----- |
| Température minimale moyenne (°C) | −5   | −5,3 | −2,7 | 1,1   | 6,3  | 11,3 | 13,4 | 12,7 | 9    | 5,3  | 0,7  | −3,2 | 6,6   |
| Température maximale moyenne (°C) | −0,7 | −0,6 | 3    | 8,6   | 15,7 | 20,7 | 22,2 | 20,4 | 15,1 | 9,9  | 4,5  | 1,1  | 10    |
| Précipitations (mm)               | 39   | 27   | 26   | 30    | 30   | 45   | 72   | 66   | 55   | 50   | 53   | 46   | 540   |

### Les principaux quartiers

Les districts de Stockholm.

La partie principale de Stockholm est composée de plusieurs quartiers qui constituent autant de lieux à visiter.
La vieille ville, Gamla stan, se situe principalement sur l'île de Stadsholmen. Elle est constituée d'étroites ruelles, ainsi que de nombreux lieux d'intérêt comme le palais royal, le musée Nobel, l'église allemande, Storkyrkan ou la maison de la noblesse.
Djurgården, une des îles de Stockholm, rassemble les principales attractions touristiques de la ville, dont les musées Vasa, Skansen, le nordique, ABBA, des Vikings, le parc d'attraction de Gröna Lund ainsi qu'un grand parc.
Södermalm est un quartier très animé, grâce à de nombreux bars et restaurants, galeries d'art et brocantes. La place de Mariatorget y est un lieu très prisé, ainsi que les nombreuses églises. En 2014, le magazine Vogue a désigné Södermalm comme l'un des quartiers les plus « cools » du monde.
Le gouvernement suédois a tenté de soutenir les infrastructures de transport alternatives à Stockholm, par ailleurs ville bien dotée en espaces verts tout comme la capitale du voisin danois, Copenhague. Si la Slovénie et sa capitale Ljubljana, avec le pourcentage le plus élevé d'espaces verts par habitant, ont été les destinations les plus récompensées par la Commission européenne pour le tourisme durable,, d'autres cités du Vieux continent figurent au classement des 20 villes les plus vertes établi en 2021 par le site spécialisé European Best Destinations. Au sein de ce palmarès, Stockholm est 4e.
Les autres quartiers notables sont Norrmalm, Östermalm, Kungsholmen et Vasastan.

## Histoire

### Les débuts de Stockholm

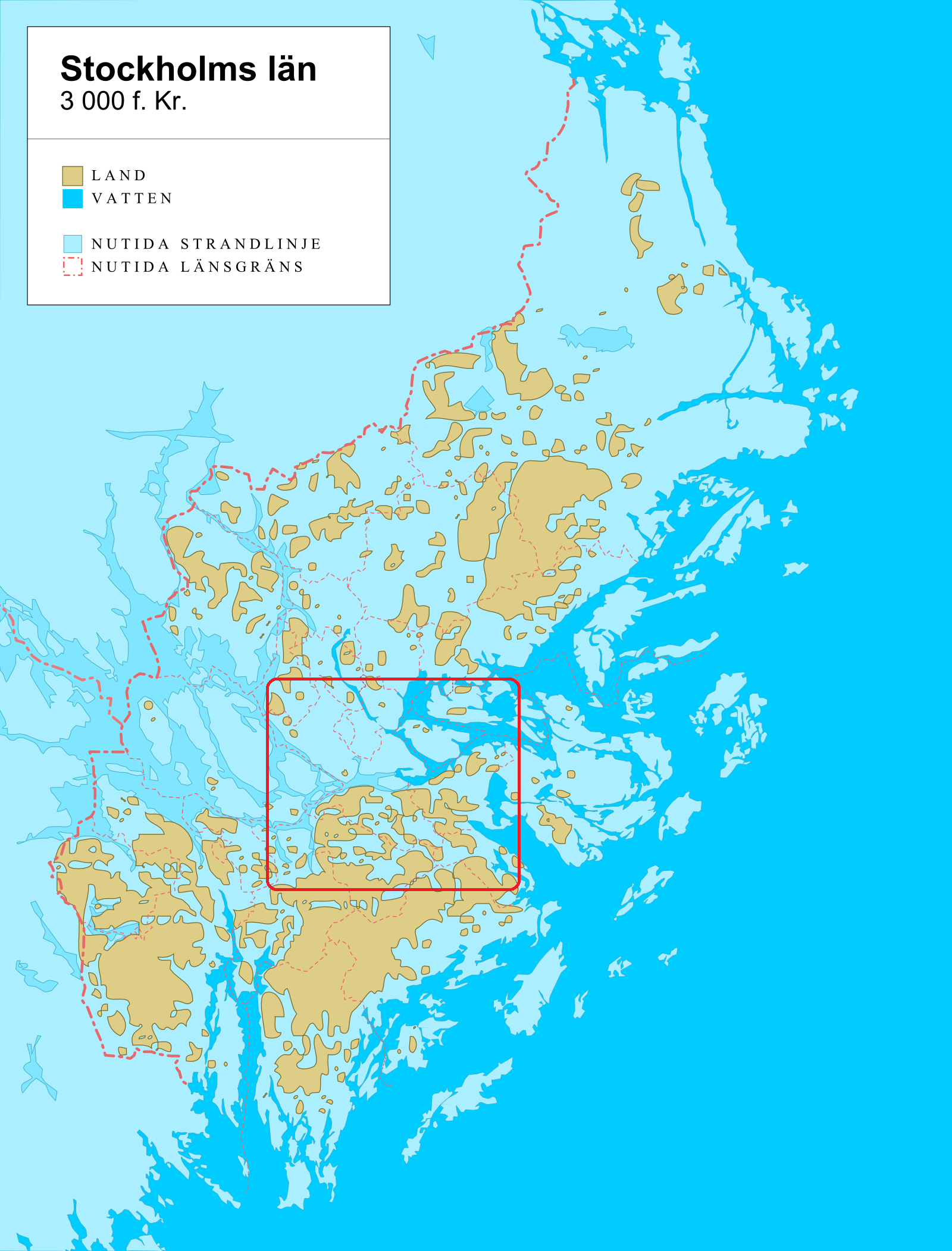
En marron, les territoires émergés autour de Stockholm en 3000 av. J.C.

La première mention de la ville de Stockholm date de 1252. La ville se réduit alors à la petite île de Gamla Stan (Vieille ville). Elle aurait été fondée par Birger Jarl, afin de protéger la Suède d'invasions par des flottes étrangères et afin de mettre fin aux pillages dont étaient victimes des villes comme Sigtuna située sur le lac Mälaren. Le premier bâtiment construit est un fort qui contrôle le trafic maritime entre la mer Baltique et le lac Mälaren. Sous l'influence de Magnus Ladulås, Stockholm prospère grâce à ses relations commerciales avec Lübeck. Elle fait alors partie de la ligue hanséatique. En 1270, Stockholm est décrite par des documents comme une vraie ville et, en 1289, elle est déjà la plus grande ville de Suède. La première estimation fiable de sa taille remonte au XVe siècle. Elle rassemble alors environ un millier de ménages pour cinq à six mille habitants.
En 1349, la ville connaît un épisode de peste noire ravageur.

### L'union de Kalmar

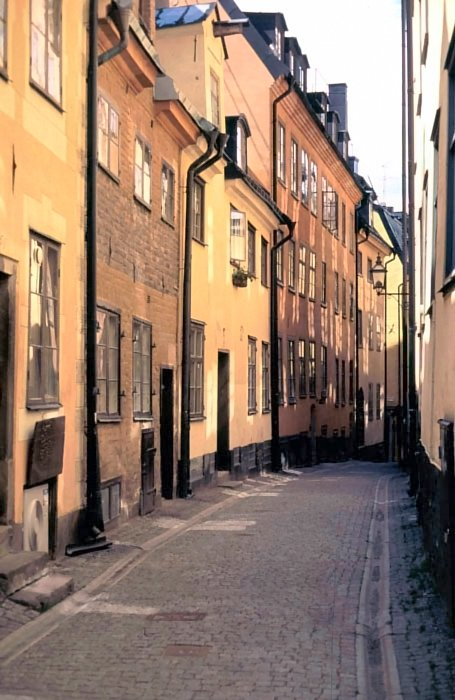
Une rue de la vieille ville (Gamla stan).

Ce n'est qu'en 1419 que Stockholm est proclamée capitale de la Suède. Sa position stratégique, ainsi que son poids économique en font une place importante dans les relations entre les rois danois de l'union de Kalmar et le mouvement d'indépendance suédois pendant le XVe siècle. Elle verra de nombreuses batailles se dérouler, notamment la bataille de Brunkeberg gagnée contre le roi du Danemark Christian Ier par Sten Sture le Vieil en 1471, et le bain de sang de Stockholm qui aura lieu en 1520 sous les ordres de Christian II de Danemark, mettant un terme à l'union de Kalmar.

### La période des Vasa
En 1521, Gustav Vasa fait son entrée à Stockholm et signe le début d'une nouvelle ère pour la Suède. La ville s'agrandit et s'étend au-delà de Stadsholmen sur Södermalm et Norrmalm. En 1600, elle compte dix mille habitants.

### 1600-1800

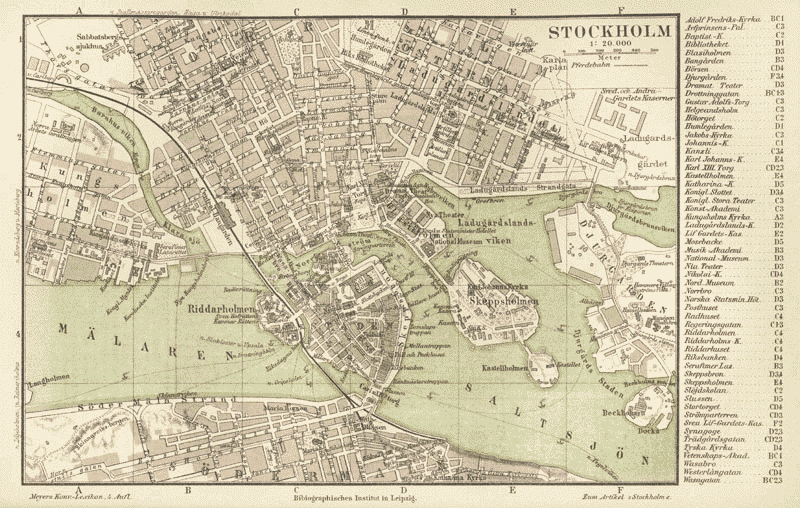
Stockholm en 1888.

Au XVIIe siècle, Stockholm devient une ville européenne d'envergure. Entre 1610 et 1680, sa population est multipliée par six. Ladugårdslandet, maintenant appelé Östermalm ainsi que l'île de Kungsholmen sont alors rattachés à la ville. En 1628, le Vasa coule dans Stockholm. Peu après, sont instaurées des règles qui donnent à celle ci un monopole sur les échanges entre les négociants étrangers et les territoires scandinaves. Des réfugiés protestants huguenots, fuyant les persécutions - dragonnades et révocation de l'Édit de Nantes - s'installent en Suède. En 1741, est officiellement fondée l'Église réformée française de Stockholm, qui subsiste jusqu'à aujourd'hui. À cette époque, sont bâtis nombre de châteaux et de palais, dont la maison de la noblesse par l'architecte français Simon de la Vallée (riddarhuset) et au XVIIIe siècle le palais royal de Stockholm.
Après la guerre du Nord qui entraîne la destruction partielle de la ville, Stockholm voit sa croissance ralentir. Elle conserve toutefois son rôle de capitale politique de la Suède et, sous le règne de Gustave III, elle affirme sa supériorité culturelle. L'opéra royal est un bon exemple de l'architecture de cette époque.

### 1800-1900
Au début du XIXe siècle, Stockholm perd encore de son influence économique. Norrköping devient la principale cité industrielle du pays, et Göteborg devient un port incontournable grâce à sa localisation sur la mer du Nord. Dans la deuxième partie du siècle, Stockholm retrouve son rôle moteur sur le plan économique avec l'apparition de nouvelles industries, et devient un centre important pour le commerce et les services, ainsi que la principale porte d'entrée de la Suède.
Sa population croît alors de manière très importante du fait d'une forte immigration. À la fin du siècle, seuls 40 % des habitants de la ville y sont nés. Des quartiers commencent alors à se développer au-delà des limites de Stockholm, dans la campagne et sur les côtes. C'est aussi à cette époque que la ville accroît son rôle central dans l'éducation et la culture, avec l'ouverture de nombreuses universités, comme le Karolinska Institut.

### XXesiècle

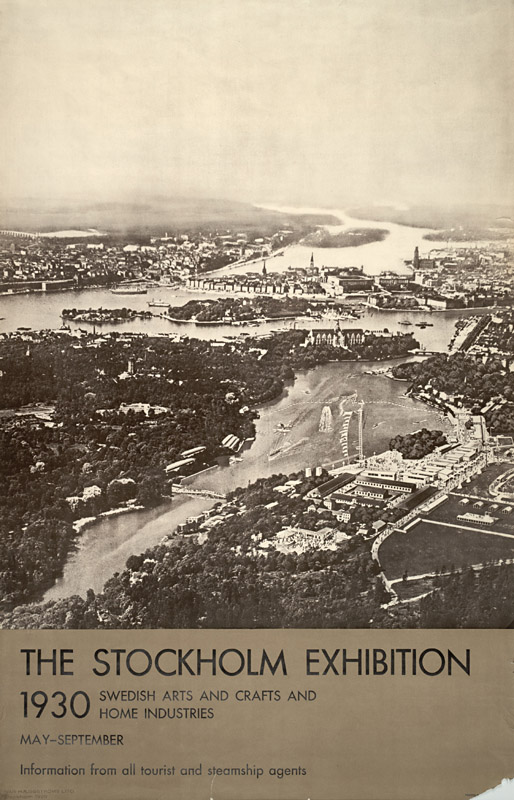
Vue aérienne, 1930.

Durant le XXe siècle, la ville réhabilite une grande partie de son centre-ville, alors composé de rues étroites et enchevêtrées qui posent un problème au fur et à mesure que la circulation augmente. Les autorités communales y interdisent la rénovation des bâtiments et les achètent sur toute une zone proche de la gare centrale, de Hötorget à Sergels torg, pendant la première moitié du siècle. De 1945 à 1967, la zone est rasée puis reconstruite, avec de larges rues piétonnes ainsi que des gratte-ciels.
À la fin de celui-ci, Stockholm est une ville moderne, cosmopolite et très en avance dans les domaines technologiques. En 1923, le gouvernement de la commune emménage dans le nouvel hôtel de ville. Le métro de Stockholm est construit à partir de 1950, et le district de Kista est maintenant devenu un important centre pour les nouvelles technologies.

### Événements récents
Dans la nuit du 22 au 23 février 1944, la ville et d'autres sites subissent un bombardement aérien soviétique faisant deux blessés[réf. souhaitée].
Du 5 au 16 juin 1972 a lieu la première conférence de l'Organisation des Nations unies sur l'environnement humain. Généralement appelée conférence de Stockholm, cette rencontre marque un tournant dans l'émergence de la conscience environnementale planétaire. Moment de rencontre, de confrontation et d'échange, elle a été un catalyseur. Elle fut et reste aussi un symbole par la reconnaissance institutionnelle de la gravité des problèmes d'environnement.
En 1986, le premier ministre Olof Palme est abattu en pleine rue, et en 2003 la ministre des affaires étrangères Anna Lindh est assassinée dans le grand magasin Nordiska Kompaniet.
Stockholm a été nommée capitale européenne de la culture en 1998.
Écoquartier, chauffage urbain, transports publics, circulation automobile... La ville suédoise a été récompensée par la Commission de Bruxelles : elle a été sacrée championne de l'environnement pour 2010.

## Évolution démographique
Le tableau et la courbe ci-dessous retracent l'évolution démographique de la commune de Stockholm de 1570 à nos jours.
| Année | Population |
| ----- | ---------- |
| 1570  | 9 100      |
| 1610  | 8 900      |
| 1630  | 15 000     |
| 1650  | 35 000     |
| 1690  | 55 000     |
| 1730  | 57 000     |
| 1750  | 60 018     |
| 1770  | 69 000     |
| 1800  | 75 517     |
| 1810  | 65 474     |
| 1820  | 75 569     |
| 1830  | 80 621     |
| 1840  | 84 161     |
| 1850  | 93 070     |
| 1860  | 113 063    |
| 1870  | 136 016    |

| Année | Population |
| ----- | ---------- |
| 1880  | 168 775    |
| 1890  | 246 454    |
| 1900  | 300 624    |
| 1910  | 342 323    |
| 1920  | 419 429    |
| 1930  | 502 207    |
| 1940  | 590 543    |
| 1950  | 745 936    |
| 1960  | 808 294    |
| 1970  | 740 486    |
| 1980  | 647 214    |
| 1990  | 674 452    |
| 2000  | 750 348    |
| 2005  | 766 747    |
| 2011  | 876 971    |
| 2014  | 911 989    |

| Pays de naissance | Population (2014) |
| ----------------- | ----------------- |
| Finlande          | 17 576            |
| Irak              | 16 374            |
| Iran              | 11 429            |
| Pologne           | 10 612            |
| Turquie           | 7 429             |
| Somalie           | 7 364             |
| Chili             | 5 440             |
| Allemagne         | 4 791             |
| Serbie            | 4 785             |
| Maroc             | 4 556             |
| France            | 1 913             |

## Culture

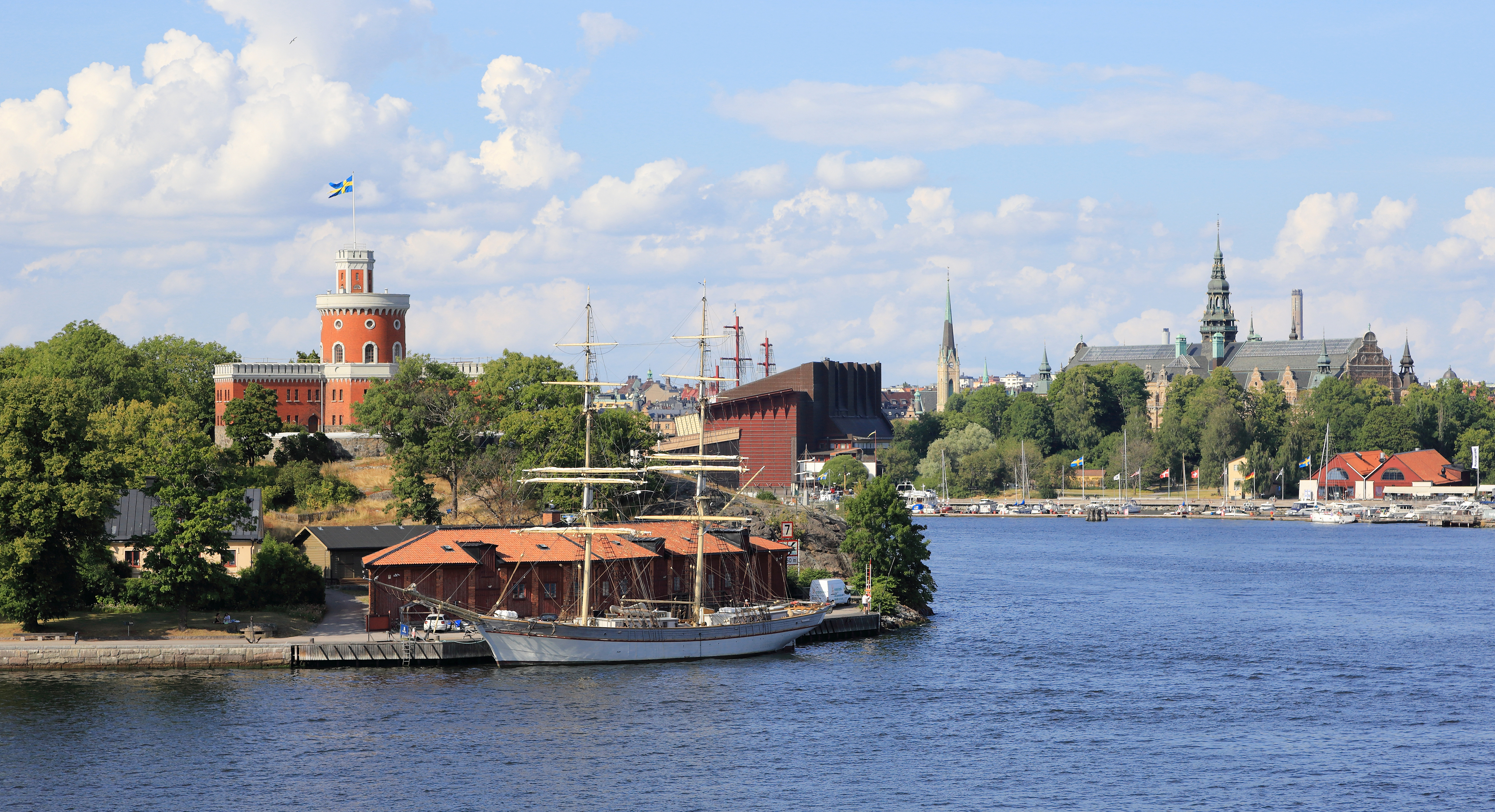
Le Kastellet (Stockholm) et, sur Djurgården : le musée Vasa et le musée nordique. Aout 2020.

Capitale de la Suède, Stockholm abrite une grande partie des principaux lieux culturels de Suède, dont des théâtres, des musées ou des opéras. Dans Stockholm et ses environs, se trouvent deux sites inscrits sur la liste du patrimoine mondial de l'UNESCO, le château de Drottningholm et le cimetière de Skogskyrkogården. Stockholm a par ailleurs été capitale européenne de la culture en 1998.

### Musées

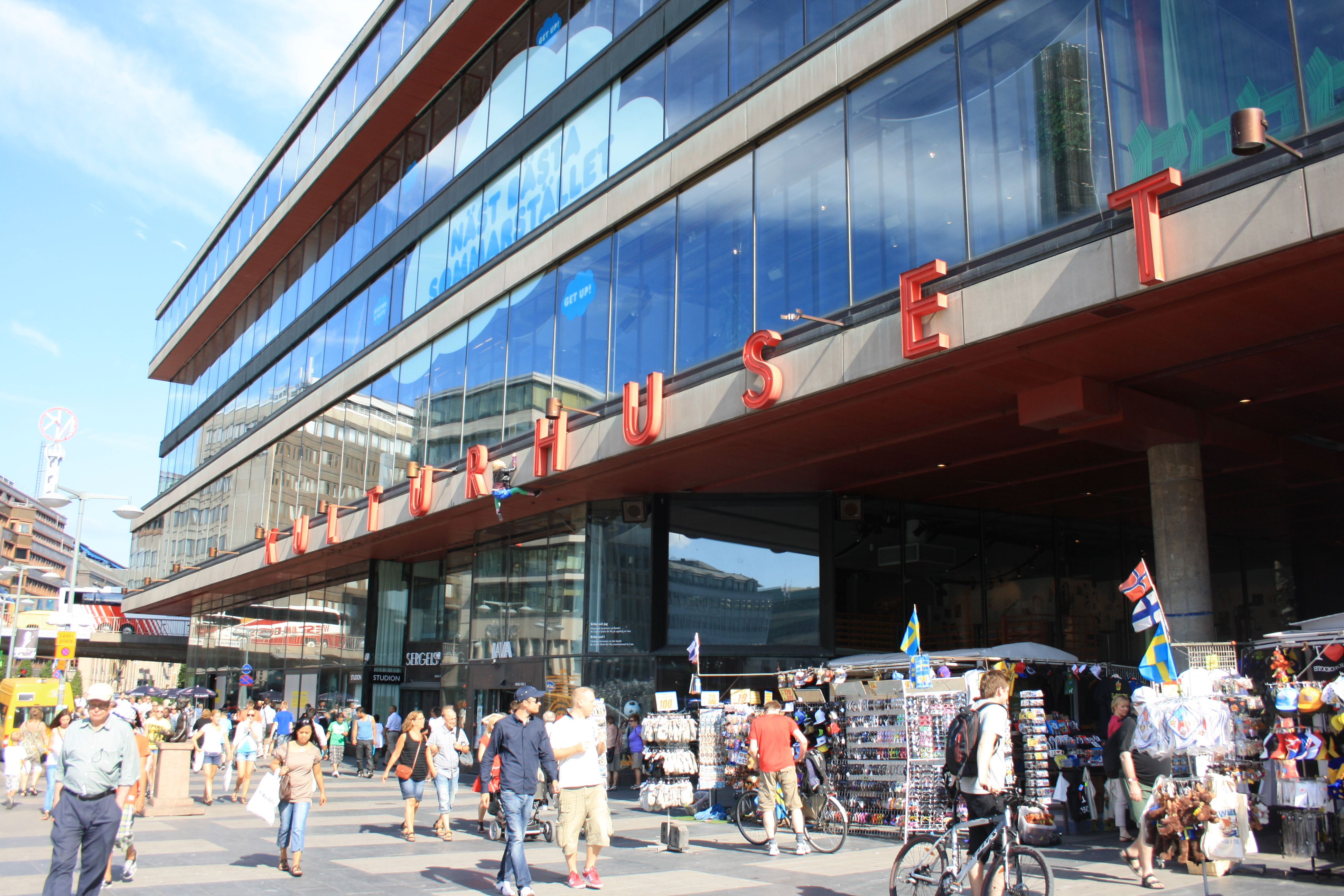
La maison de la culture (Kulturhuset).

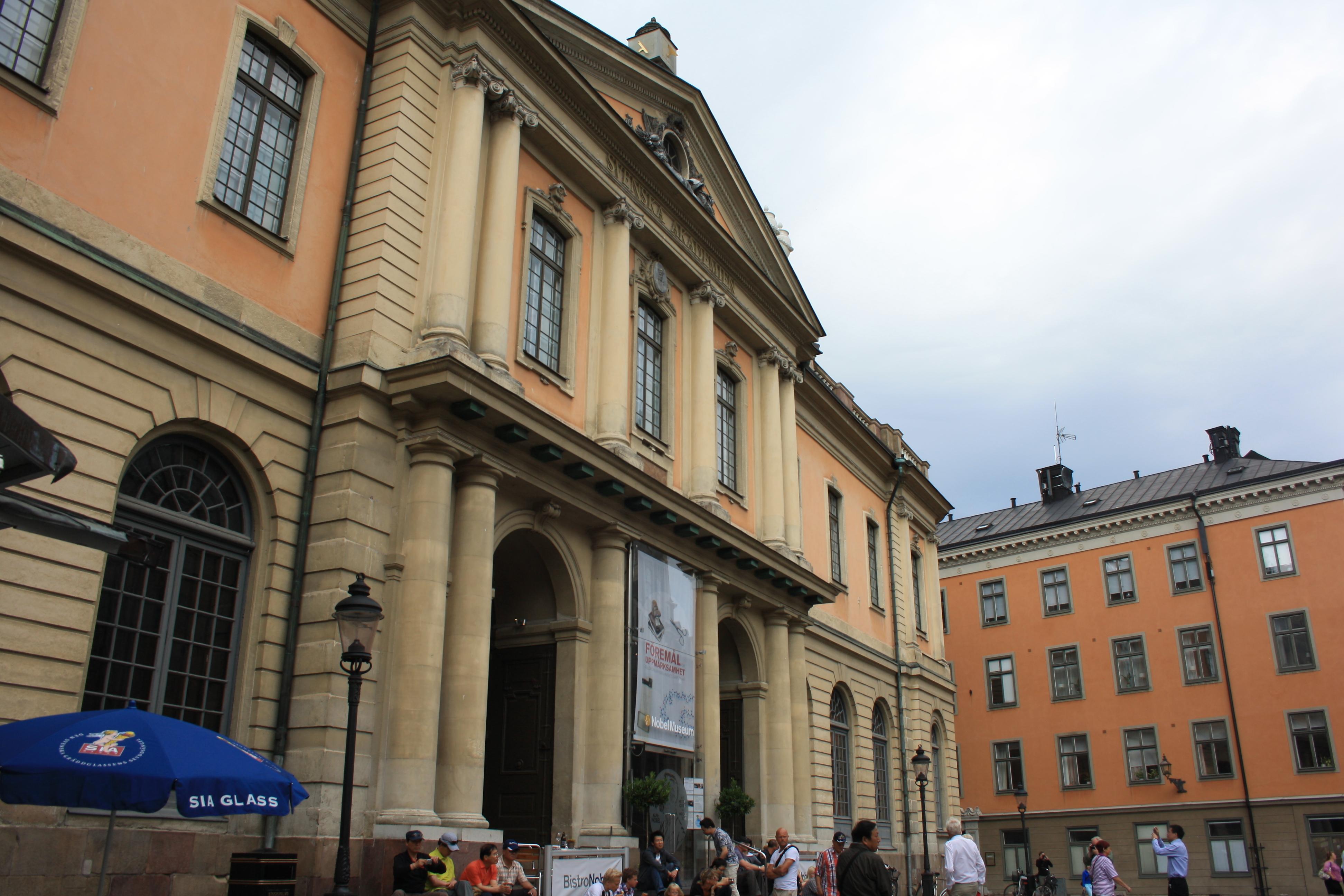
Le musée Nobel (Nobel Museet).

Stockholm compte près d'une centaine de musées. Certains de ces musées qui étaient gratuits sont pour la plupart devenus payants. Les plus célèbres sont le musée Vasa, Skansen, le musée historique, le musée ABBA, le musée d'art moderne, le musée national des beaux arts, le muséum suédois d'histoire naturelle ou encore le musée nordique, le Vrak Museum ou le Stockholm Music Museum.

### Musique classique
Stockholm possède deux orchestres de renom : l'orchestre philharmonique royal de Stockholm et l'orchestre symphonique de la radio suédoise.
La capitale suédoise a été pays hôte de trois éditions du Concours Eurovision de la Chanson.

### Événements

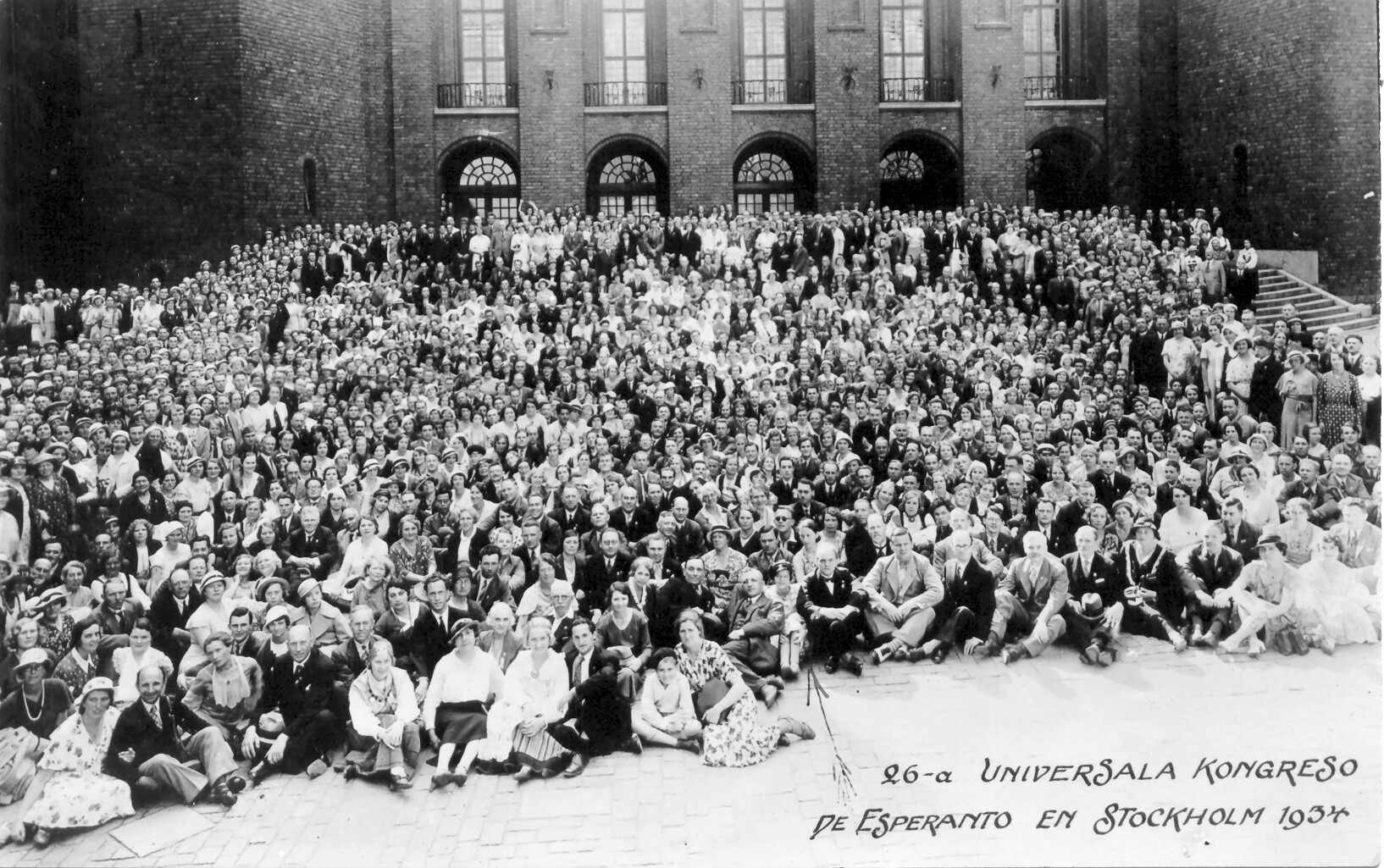
mondial d’espéranto, 1934.

Stockholm a accueilli deux fois le congrès mondial d’espéranto, en 1934 et 1980, rassemblant chacun environ 2 000 participants pendant toute la semaine.

### Sport
Stockholm a abrité les Jeux olympiques d'été de 1912 et possède, avec le stade olympique, Avicii Arena et Friends Arena, des arènes importantes pour la pratique du football, du hockey sur glace ou encore du bandy. Les principaux clubs de football de la ville sont Hammarby Fotboll AB, Djurgårdens IF et l'AIK Solna. La présence de nombreux plans d'eau est propice à la pratique du patin à glace en période hivernale.
Stockholm est le lieu d'un tournoi de tennis se déroulant début octobre en indoor.
Stockholm a également accueilli, en 1990, les premiers jeux équestres mondiaux.
Stockholm a été désignée « Capitale Européenne du Sport » pour l'année 2002.
L'hippodrome de Solvalla, dans la banlieue nord-ouest de Stockholm, accueille chaque dernier dimanche de mai une course réservée aux trotteurs, réunissant les meilleurs chevaux du monde pour une épreuve disputée sur 1 609 mètres. Il s'agit de l'Elitlopp (course des élites). Les quatre premiers de chaque demi-finale, s'affrontent en fin d'après-midi pour une grande finale.

## Transports

### Transport ferroviaire
La Gare centrale de Stockholm est le point central du système de chemin de fer suédois.

### Transport aérien
La ville possède un aéroport international, Arlanda (desservi avec l'Arlanda Express), ainsi que deux aéroports moins importants : Skavsta et Bromma.

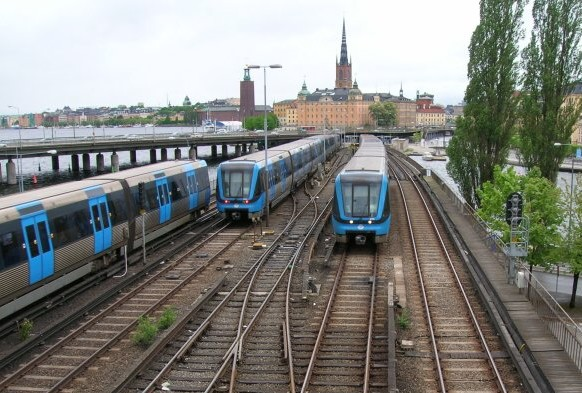
Le métro de Stockholm.
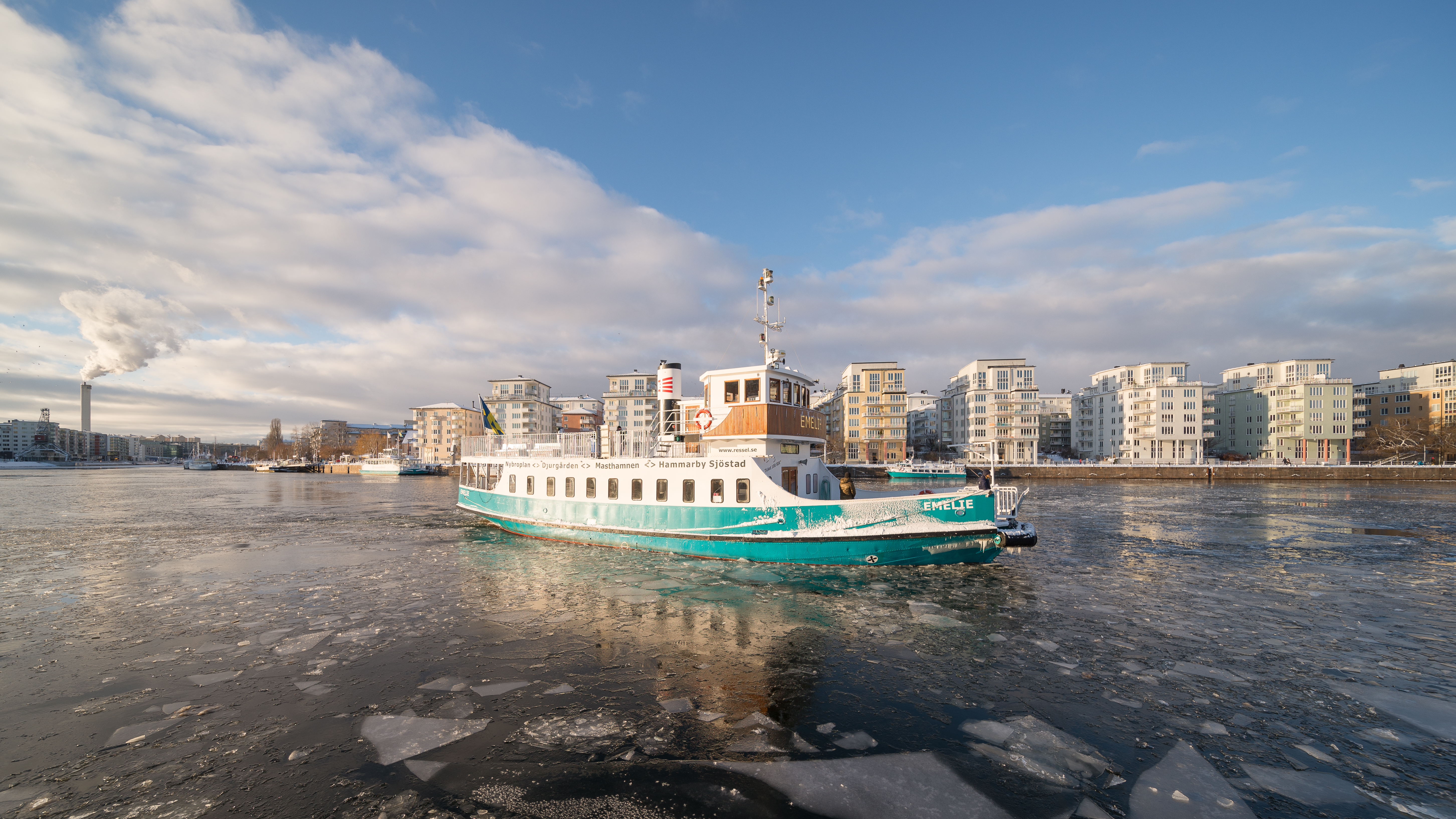
L'arrivée du ferry Emelie à Henriksdalshamnen. À l'arrière plan, les quartiers résidentiels de Norra Hammarbyhamnen à gauche et Södermalm en face. Janvier 2017.
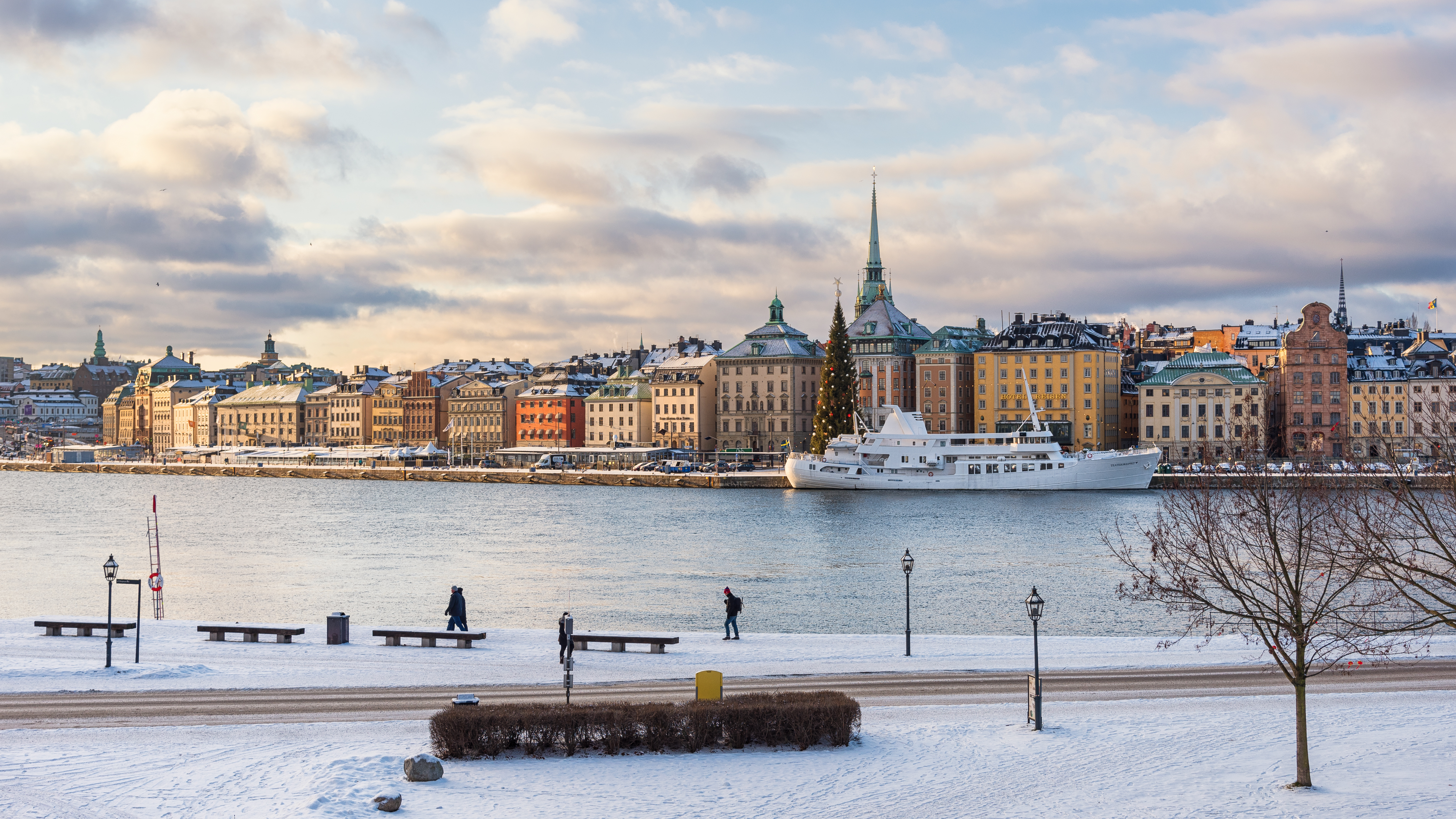
Quai de Skeppsbrokajen vu de Skeppsholmen, avec Stadsholmen derrière. Janvier 2016.
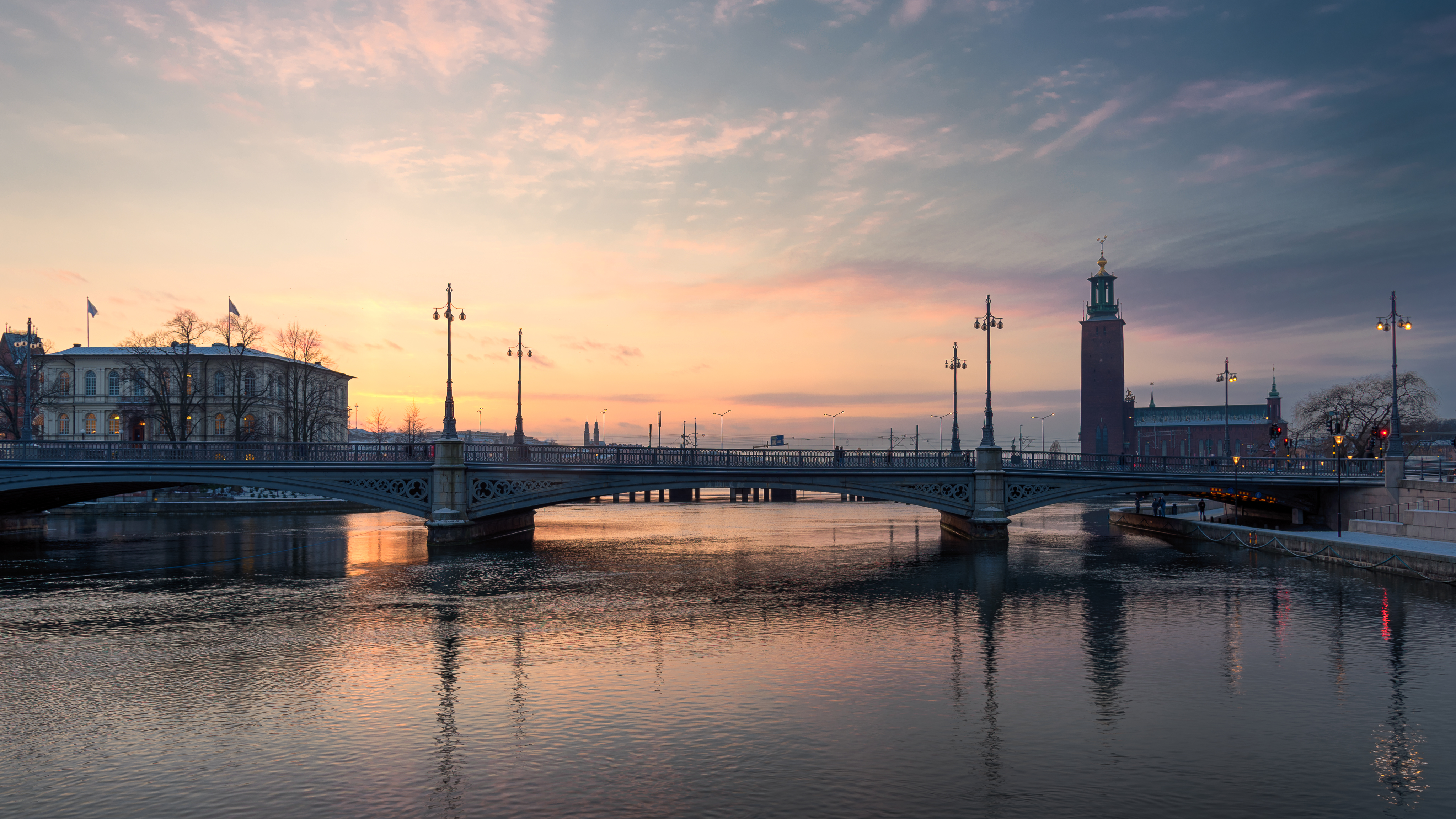
Le pont de Vasa (Vasabron) sur la rivière Norrström avec l'hôtel de ville (Stadshuset) à l'arrière. Janvier 2016.
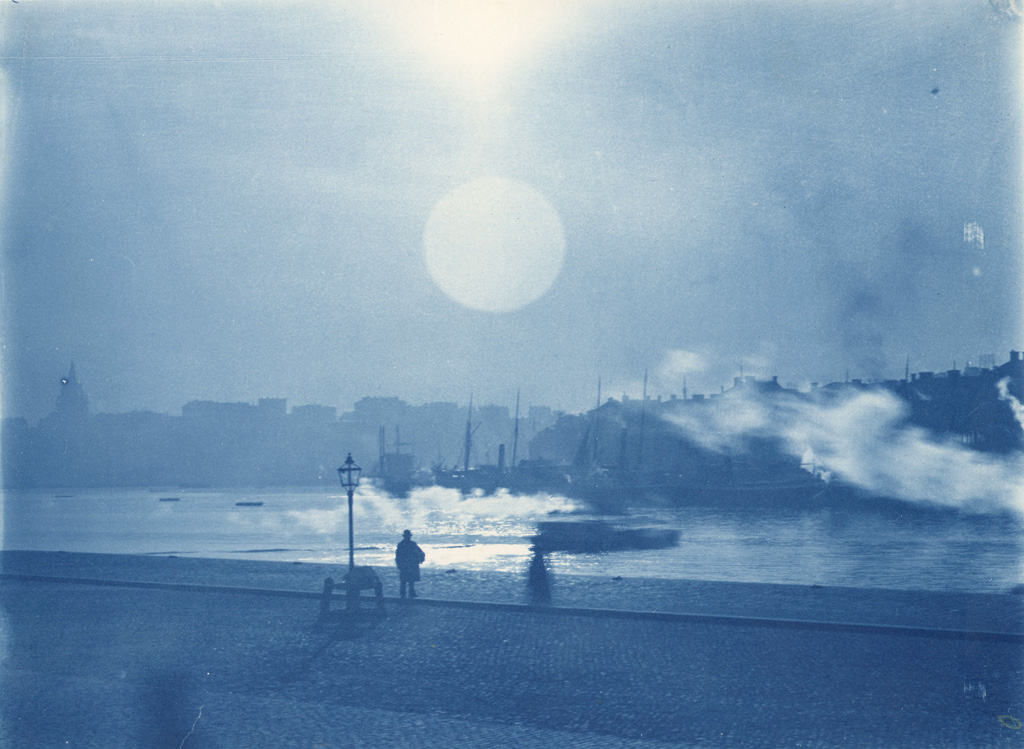
Vue panoramique sur le port. Carl Curman. 1900.

### Ports

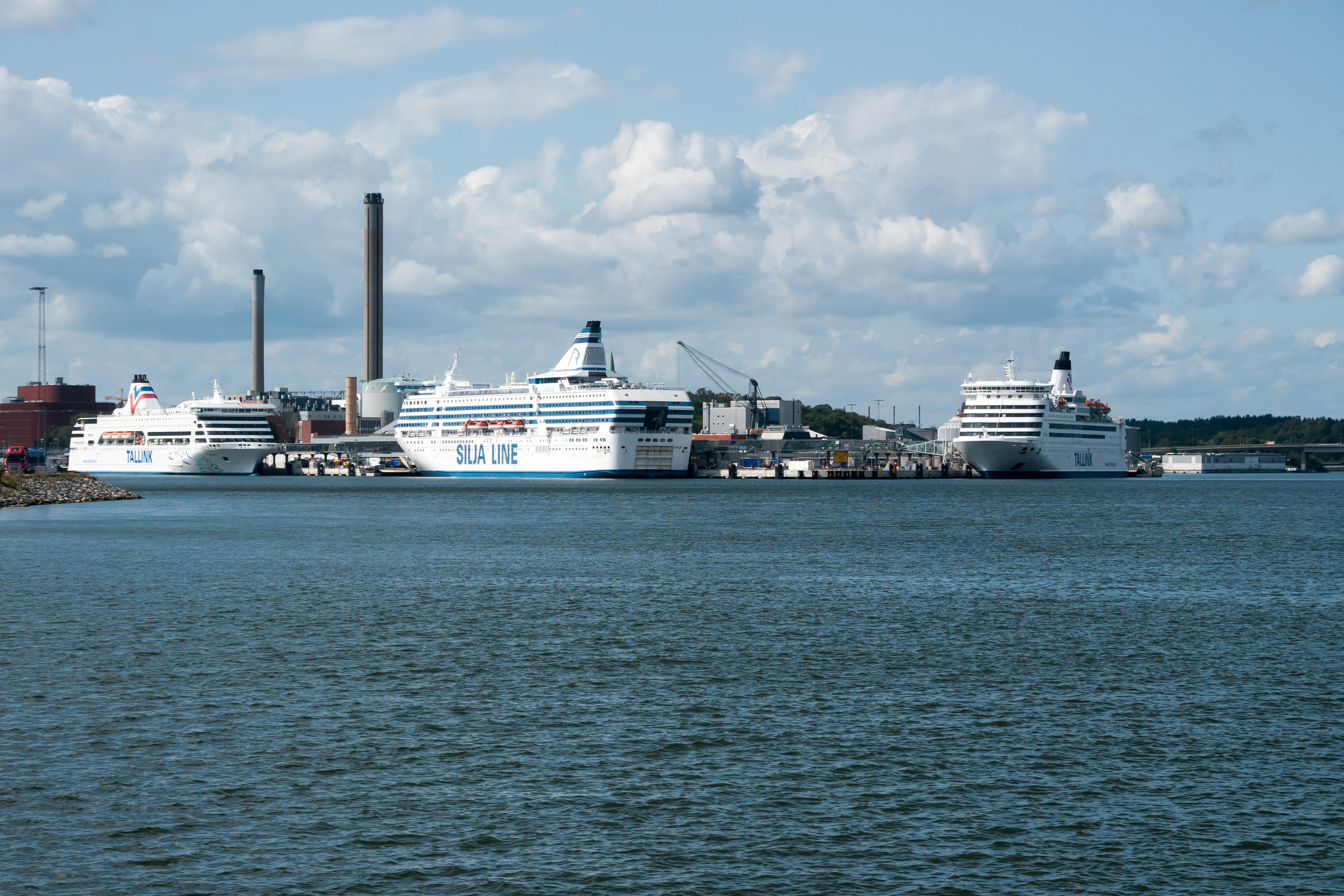
Ferries des compagnies Tallink et Silja Line au port de Stockholm.

Stockholm est également une ville portuaire importante, avec des liaisons notamment vers les villes de Helsinki, Saint-Pétersbourg, Turku et Tallinn. Les principales compagnies de ferries sont Viking Line, Silja Line et Tallink.

### Transports en commun
Les transports en commun sont d'une grande variété, et comptent 725 000 usagers. Un réseau de métro (tunnelbana) dessert les lieux principaux de la ville et comporte trois lignes, des trains de banlieue (pendeltåg, Roslagsbanan et Saltsjöbanan) permettent de rallier les banlieues sur de longues distances (une centaine de kilomètres du nord au sud). Le ville est parcourue par des tramways sur quatre lignes : Tvärbanan, Nockebybanan, Lidingöbanan et Spårväg City, ainsi que par un vaste réseau de bus. Les équipements sont détenus par la société Storstockholms Lokaltrafik (SL, propriété du comté de Stockholm), et sont exploités et maintenus par des sous-traitants comme Veolia Transport. 
Des liaisons en bateau sont également assurées vers l'archipel, par exemple par les lignes 80, 82 et 89 ou le traversier de Djurgården.
La ville compte enfin 760 km de pistes cyclables.

### Péage urbain
Le 1er août 2007, a été instauré de façon permanente un système de péage urbain semblable à celui de Londres. Il comporte 18 points d'entrée et de sortie contrôlés. L'instauration définitive de ce système, expérimenté de janvier à juillet 2006, a fait l'objet d'un référendum consultatif des habitants de Stockholm le 17 septembre 2006. Les objectifs principaux sont de réduire les embouteillages et la pollution générée par le trafic routier. Le réseau de bus a été renforcé à cette occasion.

## Économie
Le siège social de plus de 40 % des entreprises suédoises se situe à Stockholm, centre économique et financier de la Suède. Stockholm possède quelques entreprises de haute technologie, comme Ericsson, Electrolux ou AstraZeneca. Le district de Kista est un des centres européens les plus dynamiques pour les technologies de l'information et de la communication.
Le tourisme est devenu depuis quelques années une activité très importante pour la ville de Stockholm avec sept millions de visiteurs par an.
Selon le World Knowledge Competitiveness Index 2008, la ville de Stockholm, classée sixième, est la seule région européenne figurant parmi les dix plus grandes économies de la connaissance au monde, à côté de 8 villes américaines et Tokyo.

## Enseignement

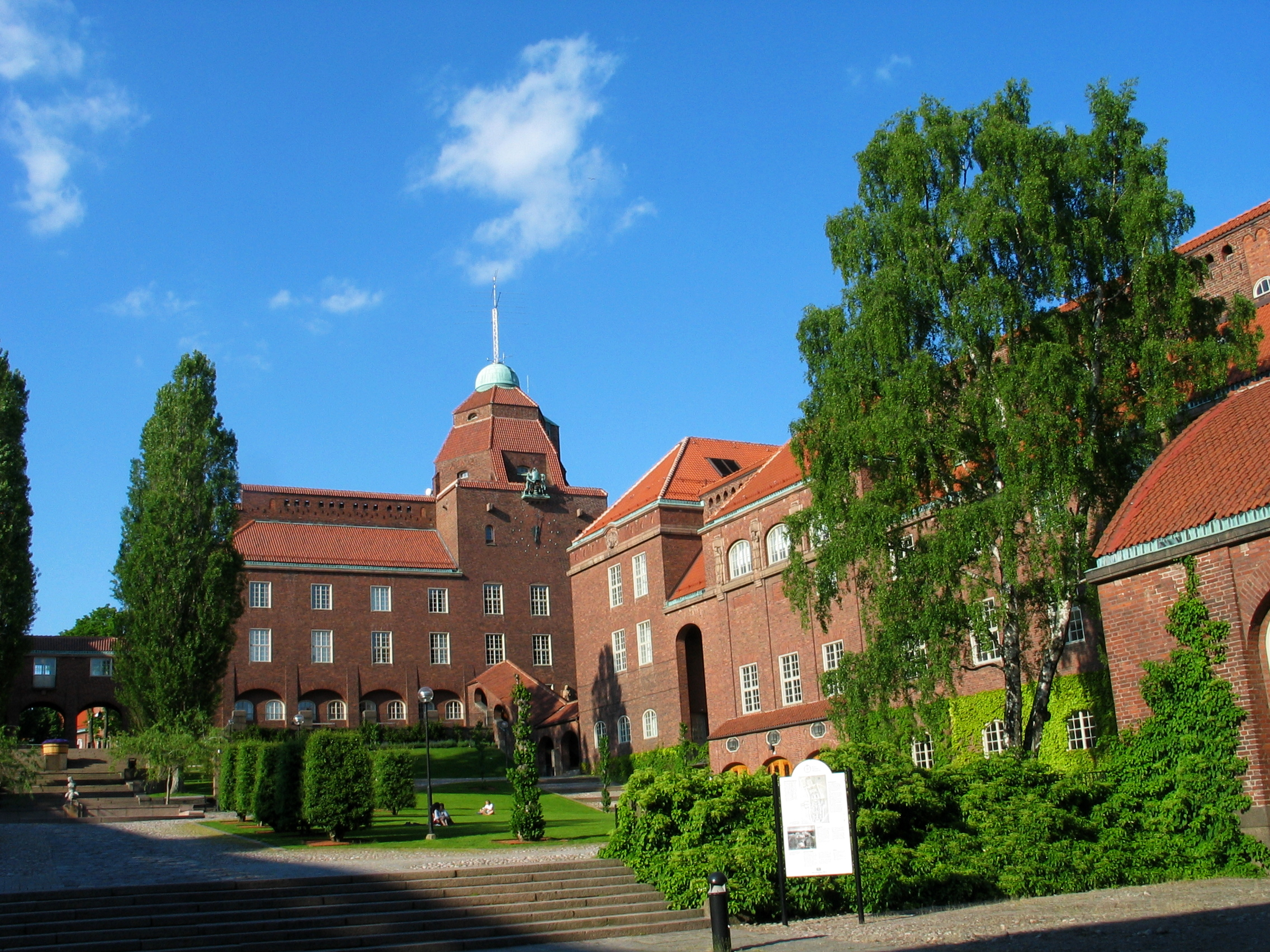
L'institut royal de technologie.

Stockholm possède 16 grandes écoles et universités, dont l'école de Commerce de Stockholm, le Karolinska Institut, l'université de Stockholm et l'institut royal de technologie. Qui plus est, leur nombre est en expansion, comme le montre la création de l'université de Södertörn, en banlieue sud (Flemingsberg).
Des académies royales sont également situées à Stockholm, comme l'académie royale des sciences de Suède et l'académie suédoise qui entre autres décernent tous les ans les prix Nobel.

## Déchets, bilan carbone et énergie
73 % des déchets ménagers sont incinérés avec production d'énergie, 25 % sont recyclés, 1,5 % sont compostés. 70 % des habitants sont raccordés au réseau de chauffage dont la chaleur provient des usines et de l'incinération des déchets.
En 1990, chaque habitant émettait en moyenne 5,3 tonnes de CO2 par an. En 2005, ce ratio était de 4. L'objectif est de passer à 3 tonnes par habitant et par an en 2015.

## Personnages célèbres
Les personnages suivants sont nés à Stockholm :
- Emanuel Swedenborg (1688-1772), scientifique, théologien et philosophe
- Per Gustaf Floding (1731-1791), dessinateur et graveur
- Karl Kristoffer Arfwedson (1735-1826), banquier, né et mort à Stockholm
- Charles-Louis Didelot (1767-1837), danseur
- Marie Taglioni (1804-1884), ballerine
- Alfred Nobel (1833-1896), industriel et scientifique
- August Strindberg (1849-1912), écrivain
- Hilma Angered-Strandberg (1855-1927), écrivaine
- Eva Bonnier (1857-1909), peintre et philanthrope
- Paul Graf (1866-1903), artiste peintre
- Ivar Fredholm (1866-1927), mathématicien
- Ellen Ammann (1870-1932), femme politique allemande, militante féministe
- Ewald Dahlskog (1894-1950), peintre, sculpteur et céramiste
- Folke Bernadotte (1895-1948), diplomate
- Ture Hedman (1895-1950), gymnaste artistique
- Rolf Sievert (1896-1966), physicien
- Dagmar Dadie-Roberg (1897-1966), sculptrice
- Greta Garbo (1905-1990), actrice
- Raoul Wallenberg (1912-date de décès incertaine), diplomate
- Ingrid Bergman (1915-1982), actrice
- Pierre Sainderichin (1918-2012), journaliste
- Lars Gyllensten (1921-2006), romancier
- Leif Knudsen (1928-1975), peintre et lithographe
- Claes Oldenburg (1929-2022), sculpteur
- Sven Lindqvist (1932-2019), écrivain
- Benny Andersson (1946-), compositeur, musicien et interprète, membre du groupe ABBA
- Art Spiegelman (1948-), auteur de bande dessinée
- Lars Jonsson (1952-), peintre et ornithologue
- Svante Pääbo (1955-), biologiste et paléogénéticien
- Dolph Lundgren (1957-), acteur
- Christer Fuglesang (1957-), astronaute
- Yngwie Malmsteen (1963-), guitariste
- Joey Tempest (1963-), chanteur
- Björn Meyer (1965-), bassiste de jazz
- Jonas Åkerlund (1966-), réalisateur
- Annika Sörenstam (1970-), joueuse de golf
- Mats Sundin (1971-), joueur de hockey
- Johan Hegg (1973-), chanteur
- Filippa Lagerbäck (1973-), actrice et animatrice de télévision
- Lisa Langseth (1975-), réalisatrice
- Alexander Skarsgård (1976-), acteur
- Katja Nyberg (1979-), joueuse de handball
- Niklas Natt och Dag (1979-), écrivain suédois.
- Niklas Kronwall (1981-), joueur de hockey
- Loreen (1983-), chanteuse
- Elsa Hosk (1988-), basketteuse et mannequin
- Avicii (1989-2018), DJ producteur
- Dalil Benyahia (1990-), joueur de Football algéro-suédois.
- Nabil Bahoui (1991-), footballeur
- Kenza Zouiten (1991-), blogueuse
- Gabriel Landeskog (1992), joueur de hockey
- Zara Larsson (1997-), chanteuse
- Greta Thunberg (2003-), activiste

Les personnalités qui y sont décédées :
- René Descartes, philosophe, mathématicien et physicien français (1596-1650)
- Bernhard Henrik Crusell, clarinettiste et compositeur (1775-1838)
- Hjalmar August Abelin, médecin suédois (1817-1893)
- Per Leander-Engström, peintre (1886-1927)
- Hugo Elmqvist, sculpteur (1862-1930)
- Erik Detthow, peintre (1888-1952)
- Victor Sjöström, cinéaste et acteur (1879-1960)
- Vera Poska-Grünthal, avocate et féministe estonienne (1898-1986)
- Stieg Larsson, journaliste et écrivain (1954-2004)

## Voir aussi

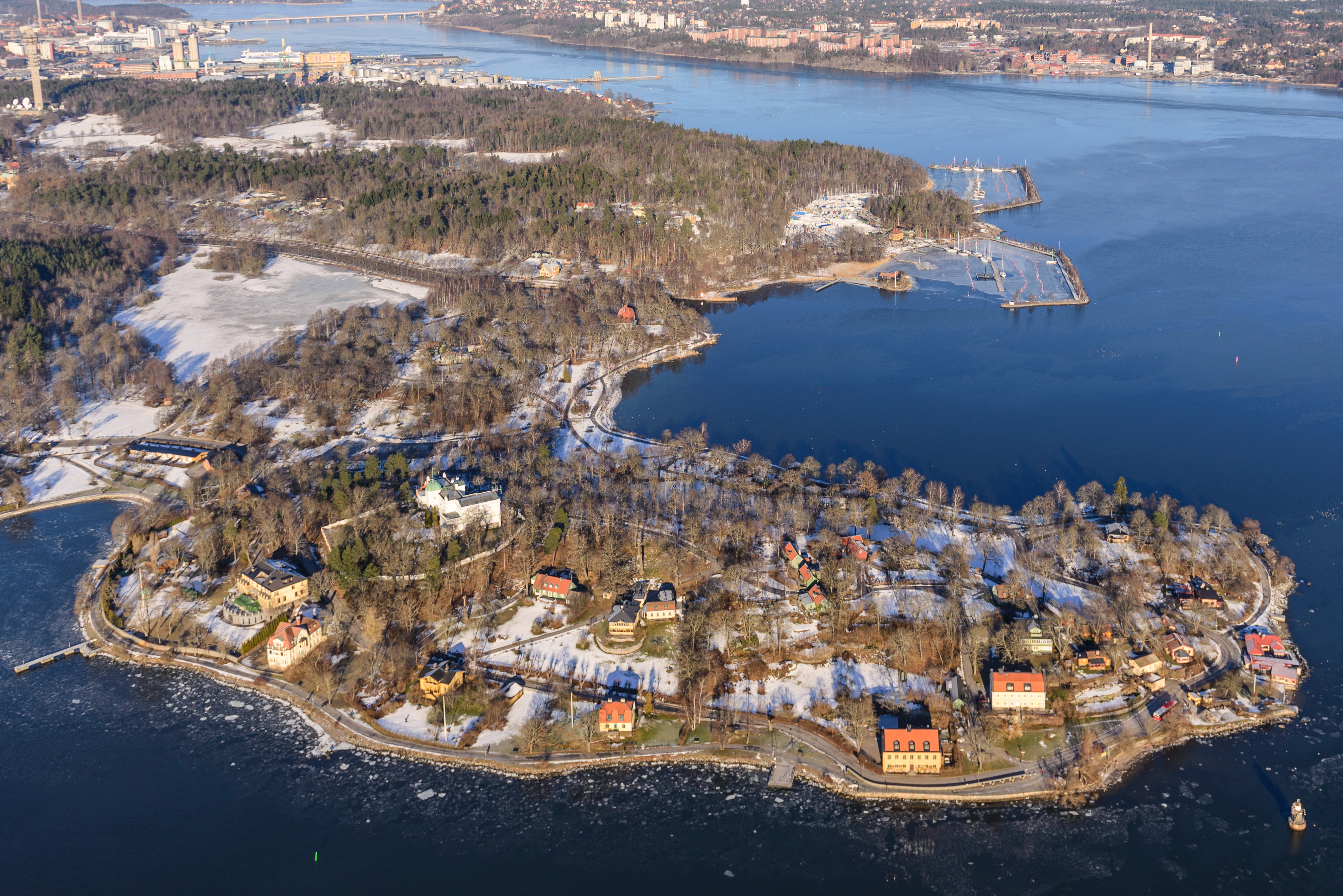
Blockhusudden, pointe est de l'île de Djurgården.